# 高保寧
高保寧（6世纪—583年），中国北齐将领，又作高宝宁，代人。
齐后主武平末年，任北齐营州刺史，镇守和龙（今辽宁省朝阳市）。北周大軍攻至北齐国都鄴城，幽州行台潘子晃召集黄龍兵，高保寧率契丹、靺鞨一万騎兵救援北齐。到达北平郡（今河北省卢龙县），潘子晃已经从薊城（今北京市）出发，听说鄴都陷落，归还营州。周武帝派遣使者招諭，他不受勅書。范陽王高紹義当时在突厥保護下，高保寧上表劝进，高紹義称北齐皇帝，高保寧任丞相。卢昌期据范阳城起兵反周，高保寧率高紹義部将数万騎救援。至潞河，直到北周将軍宇文神举攻下范陽郡（今河北省涿州市），高保寧再次回到黄龍，不降北周。
开皇三年（583年），隋朝發起反擊突厥作戰時，隋文帝命幽州總管阴云統率步騎兵十萬出盧龍塞（今河北喜峰口一帶）進擊高寶寧。高寶寧向突厥求救，突厥正被隋軍攻擊，不能救援。同年四月十三日，高寶寧放棄和龍，逃往大沙漠以北，和龍諸縣全部平定。阴云班師，留開府成道昂率部鎮守。後來，高寶寧又引兵來攻，成道昂率部苦戰多日，方將其擊退。阴云為清除後患，懸賞重購高寶寧，又派人離間高寶寧與其親信赵世摸、王威等。月余，赵世摸率眾投降，高寶寧逃往契丹，為其部下所殺。

## 延伸阅读
[在维基数据编辑]
 《北齊書·卷41》，出自李百药《北齊書》